# Aruad
Aruad (arabisch أرواد, DMG Arwād; phönizisch ’rwd, altgriechisch ἡ Ἄραδος hē Arados oder Ἄραδο Arado) ist eine Insel im östlichen Mittelmeer vor der Küste Syriens. Sie befindet sich etwa 2,4 Kilometer westlich der Küstenlinie des Gouvernements Tartus, ungefähr 2,9 Kilometer südwestlich der Hafenstadt Tartus, dem mittelalterlichen Tortosa (auch Tartosa). Die Insel ist etwa 710 Meter lang und 515 Meter breit. Aruad ist fast vollständig von einem gleichnamigen Fischerdorf überbaut. Das Inseldorf besitzt einen auf der Ostseite angelegten geschützten Hafen für kleine Boote. Die heute wasserlose Insel besaß in der Antike eine unterirdische Süßwasserquelle für die Wasserversorgung der Bewohner.

## Geschichte

### Vorzeit
Auf der Insel existieren Siedlungsspuren, die mindestens bis in das 1. Jahrtausend v. Chr. zurückreichen.

### Phönizische Zeit
Auf Aruad befand sich die nach Tyros und Sidon drittgrößte phönizische Handelsstadt Arwad. Nach Strabon soll sie durch sidonische Auswanderer gegründet worden sein. In den Amarna-Archiven wurde die Stadt Arwada oder Riwada genannt, unter dem assyrischen König Tiglat-pileser I. Armada, und unter König Sanherib Aruda. Auch biblische Zeugnisse finden sich in Gen 10,18 , 1 Chr 1,16  und Ez 27,8.11 .

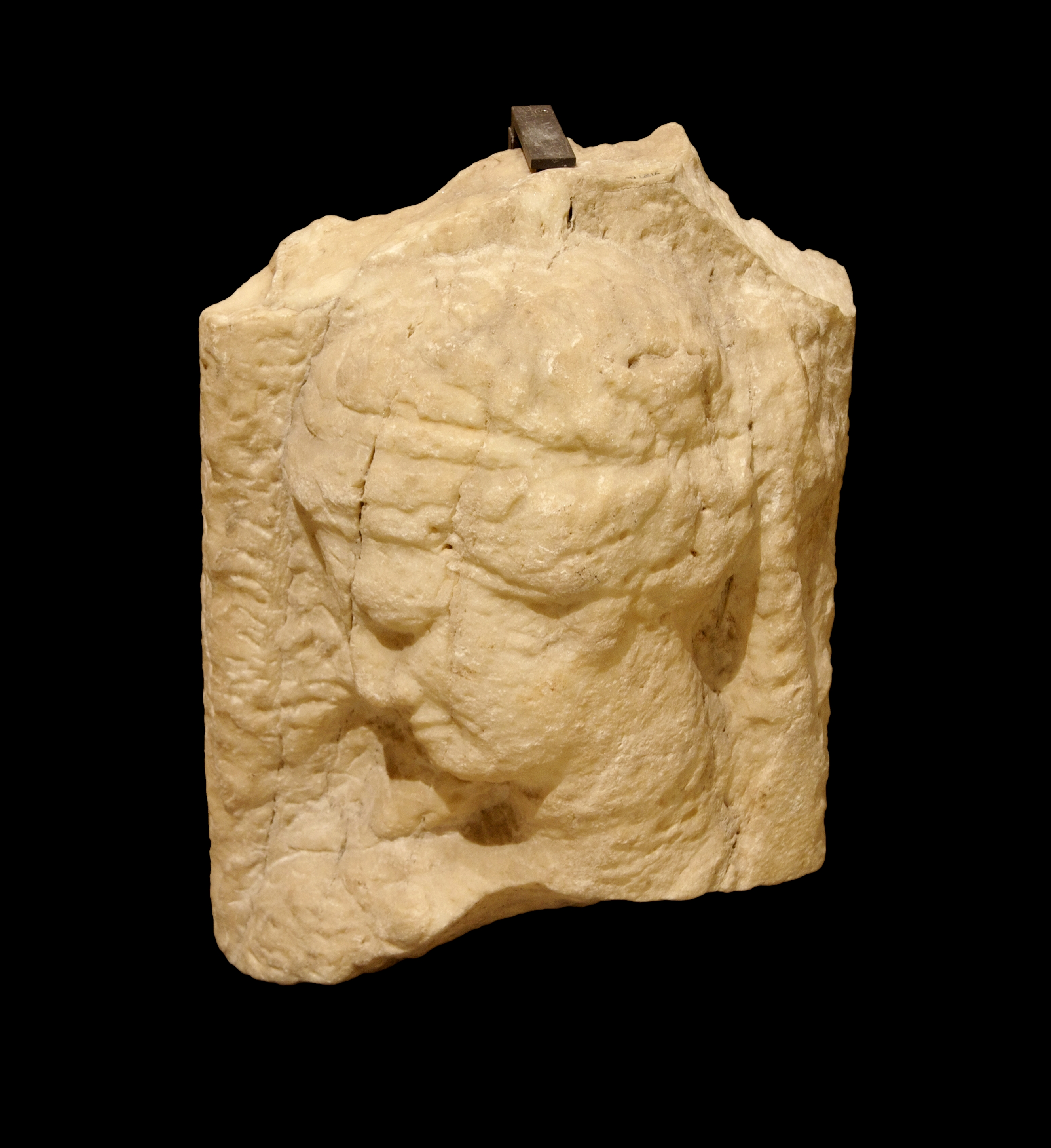
Phönizisches Stelenfragment, Ende 4. Jahrhundert v. Chr. aus Aruad, Musée du Louvre

Die erste schriftliche Erwähnung von Arwad findet sich in Texten des Amarna-Archivs, auf dem seine Bewohner als Feinde des Pharao bezeichnet werden. Tiglat-pileser I. fuhr auf einem Schiff aus Arwas auf die „hohe See“ hinaus. 866 erhielt Assur-Nasirpal II. den „Tribut von Arwad“, die Abhängigkeit war aber nur sehr locker. Unter den Feinden, die später Salmanassar III. in der Schlacht von Qarqar gegenüberstanden, befand sich auch der König von Arwad.
Unter Asarhaddon hatte Ikkilû, der König von Arwad versucht, Schiffe daran zu hindern, assyrische Häfen anzulaufen und bevorteilte Händler, die direkt mit ihm verkehren. Er soll auch Händler getötet haben, die in assyrische Häfen einliefen, ihre Boote beschlagnahmt und Spione nach Assyrien geschickt haben. So jedenfalls berichten Briefe von Itti-Šamaš-balatu, der die Aufsicht über die nördliche Mittelmeerküste hatte, an den König von Assyrien. Er berichtet auch darüber, dass einige Assyrer systematisch versucht hätten, ihn einzuschüchtern. Nach dem Tod des Ikkilû setzte Assurhaddon dessen Sohn Azi-Ba'al zum König von Arwad ein, die Formulierung deutet auf eine, wenn überhaupt, sehr lose Kontrolle.
Folgende Herrscher von Arwad sind bekannt:
- Mata'an unter dem assyrischen König Tiglat-Pileser III. (8. Jahrhundert v. Chr.)
- Abdilti unter Sanherib (beginnendes 7. Jahrhundert v. Chr.)
- Ikkilû zur Zeit Assurhaddons
- Azi-Ba'al, Sohn des Ikkilû

Am Ende der Perserherrschaft, in der die Schiffe Arwads zur Flotte des Autophradates gehörten, unterstellte sich Straton, der Sohn des Königs von Arwad Gerostratos, dem siegreichen Alexander dem Großen. Gemeinsam mit den Makedonen nahmen die Truppen des Gerostratos aus Arwad 332 v. Chr. an der Belagerung von Tyros teil und nahmen schließlich den Südhafen ein.
Um 259 v. Chr. scheint in Arwad das Stadtkönigtum innerhalb des Seleukidenreichs erloschen zu sein.

### Kreuzfahrerzeit

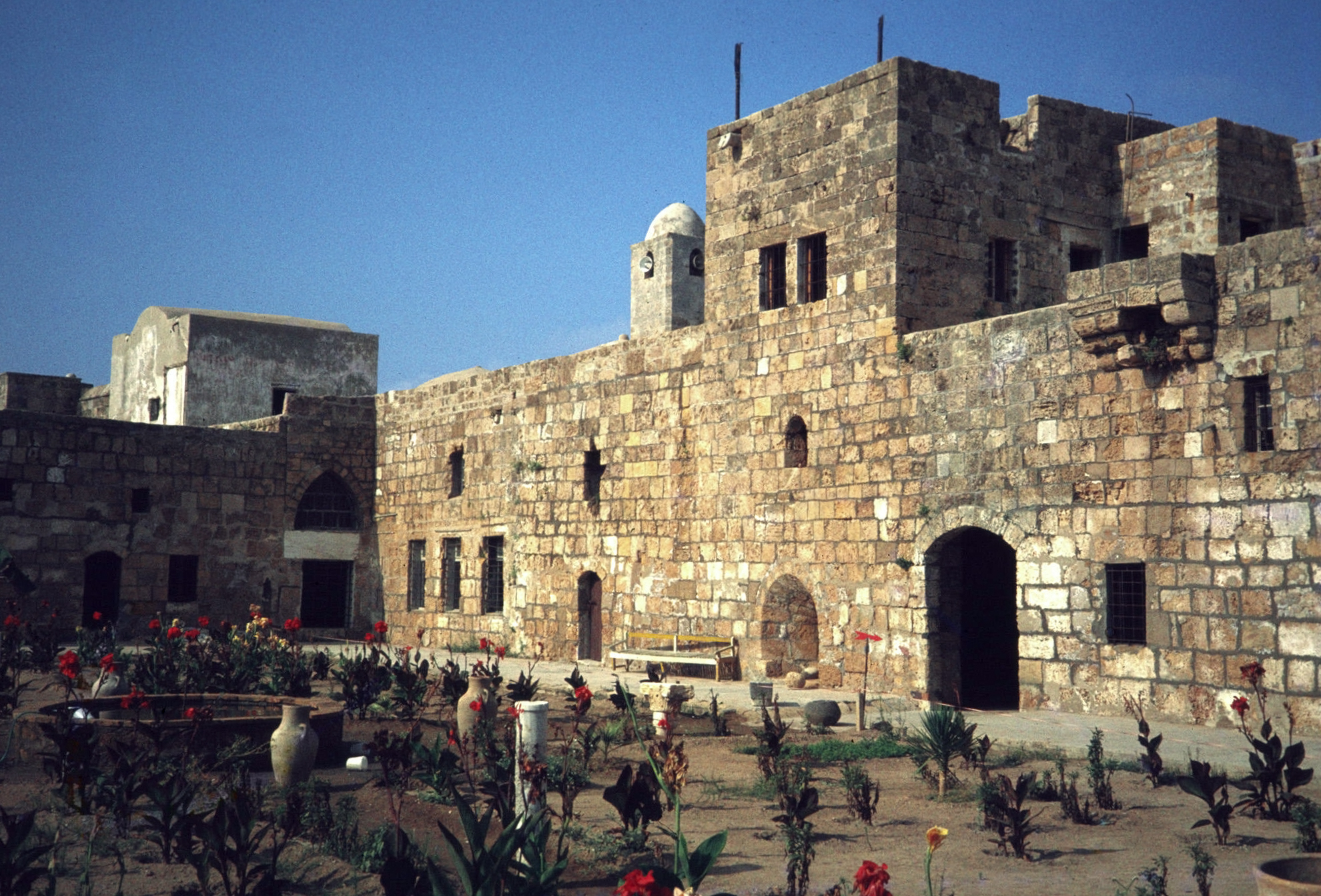
Osmanische Festung von Aruad

Der Templerorden baute Aruad während der Kreuzzüge zu einer Inselfestung aus. Nach der Aufgabe von Château Pèlerin 1291 war Aruad die letzte Kreuzfahrerbastion im Nahen Osten. Von hier aus versuchten die Templer, die sich mit den Mongolen verbündet hatten, 1300 bis 1302 Gebiete auf dem Festland zurückzuerobern. Dies scheiterte an einem Gegenangriff der Mamluken, so dass die Templer die Insel im Zuge der Belagerung von Aruad im September 1302 aufgeben mussten. Nach der Kreuzfahrerzeit und dem Abzug der Templer verloren die Gegend und die Insel an Bedeutung.

### 20. Jahrhundert
1915 besetzten Einheiten der französischen Marine unter Kapitän zur See Albert Trabaud die Insel, die dann während des Ersten Weltkrieges  als Versorgungsbasis für die im Libanon besonders von der Hungersnot betroffenen Maroniten diente. Der Journalist Sinan Satık berichtete 2015 in der Zeitung al-Araby unter der Überschrift „Aruad: Syrische Insel im Schoß des Mittelmeers – fern vom Krieg“, dass die Franzosen die Insel unter dem Namen „Rouad“ ab 1915 zu ihrer Basis machten. Die Insel sei unter französischer Besatzung zahlreichen Zerstörungen ausgesetzt gewesen, viele „Antiquitäten“ seien „nach Europa transportiert“ worden. Satık schreibt auch, dass die Festung im Zentrum der Insel, in der sich auch ein ayyubidischer Turm befindet, von den Franzosen „zum Gefängnis für die Männer der patriotischen Bewegung gemacht“ worden sei. Später sei in der Festung ein Museum eingerichtet worden. Nach Ausrufung der „Großen Syrischen Revolution“ 1925 wurden Faris al-Churi, einer der Begründer der Volkspartei, und einige seiner Mitstreiter verhaftet und in das Gefängnis (die alte Festung) auf der Insel Aruad überstellt, wo er 76 Tage in Haft war. 1938 lebten 4239 Einwohner auf der Insel.

## Gegenwart
Heute ist Aruad vollständig vom gleichnamigen Fischerdorf bebaut. Die Verteidigungsmauern des Templerordens an der Wasserlinie sind vollständig abgetragen, der Verlauf der Uferbefestigung lässt sich noch erahnen. Das alte Festungsgebäude ist gut erhalten und heute Ortszentrum. Aruad, die einzige Insel Syriens, ist ein beliebtes Ausflugsziel.